# Episodi di Doctor Who (serie televisiva 1963) (ventiseiesima stagione)
Questa voce contiene l'elenco dei 14 episodi della ventiseiesima e ultima stagione della serie TV Doctor Who. La BBC annunciò che la serie, dopo ventisei anni di trasmissioni ininterrotte, sarebbe stata sospesa. La sospensione divenne a breve una chiusura e la serie regolare (fatta eccezione per un film TV nel 1996) mancò dagli schermi televisivi per più di quindici anni, quando si riprese con una nuova serie.
Sylvester McCoy, che in questa stagione interpreta il Settimo Dottore, sarebbe tuttavia ritornato proprio nel film TV, per riprendere questa parte nelle scene iniziali del film e passare il testimone all'Ottavo Dottore (Paul McGann).
Gli episodi di questa stagione sono andati in onda nel Regno Unito dal 6 settembre al 6 dicembre 1989 e sono del tutto inediti in Italia. Come per tutte le stagioni della serie classica, gli episodi vengono suddivisi in "macrostorie" (in inglese, serial) con una propria continuità narrativa e un proprio titolo, qui indicato nella colonna "Titolo serial" della tabella.
| nº | Titolo originale        | Titolo italiano | Prima TV UK       | Prima TV Italia | Titolo serial       |
| -- | ----------------------- | --------------- | ----------------- | --------------- | ------------------- |
| 1  | Battlefield I           |                 | 6 settembre 1989  |                 | Battlefield         |
| 2  | Battlefield II          |                 | 13 settembre 1989 |                 | Battlefield         |
| 3  | Battlefield III         |                 | 20 settembre 1989 |                 | Battlefield         |
| 4  | Battlefield IV          |                 | 27 settembre 1989 |                 | Battlefield         |
| 5  | Ghost Light I           |                 | 4 ottobre 1989    |                 | Ghost Light         |
| 6  | Ghost Light II          |                 | 11 ottobre 1989   |                 | Ghost Light         |
| 7  | Ghost Light III         |                 | 18 ottobre 1989   |                 | Ghost Light         |
| 8  | The Curse of Fenric I   |                 | 25 ottobre 1989   |                 | The Curse of Fenric |
| 9  | The Curse of Fenric II  |                 | 1º novembre 1989  |                 | The Curse of Fenric |
| 10 | The Curse of Fenric III |                 | 8 novembre 1989   |                 | The Curse of Fenric |
| 11 | The Curse of Fenric IV  |                 | 15 novembre 1989  |                 | The Curse of Fenric |
| 12 | Survival I              |                 | 22 novembre 1989  |                 | Survival            |
| 13 | Survival II             |                 | 29 novembre 1989  |                 | Survival            |
| 14 | Survival III            |                 | 6 dicembre 1989   |                 | Survival            |

## Battlefield
- Diretto da: Michael Kerrigan
- Scritto da: Ben Aaronovitch
- Dottore: Settimo Dottore (Sylvester McCoy)
- Compagni di viaggio: Ace (Sophie Aldred)
- Ospite speciale: Brigadier Lethbridge-Stewart (Nicholas Courtney)

### Trama
Il Dottore e Ace scoprono che un plotone della UNIT è stato attaccato mentre stava trasportando una testata nucleare. Gli assalitori sono dei cavalieri provenienti da un'altra dimensione guidati dalla leggendaria Morgana, sorellastra di Re Artù, i quali poteri magici sembrano essere reali. Il Dottore apprende che una delle sue future incarnazioni sarà mago Merlino, e seppellirà Artù nelle profondità di un lago vicino. Con l'aiuto del Brigadiere Lethbridge-Stewart, il Dottore dovrà confrontarsi con Morgana, che ha evocato in suo aiuto un demone chiamato il "distruttore di mondi".

## Ghost Light
- Diretto da: Alan Wareing
- Scritto da: Marc Platt
- Dottore: Settimo Dottore (Sylvester McCoy)
- Compagni di viaggio: Ace (Sophie Aldred)

### Trama
Il Dottore trasporta Ace indietro nel tempo fino all'anno 1883, in una dimora chiamata Gabriel Chase, andata a fuoco ai giorni nostri. Nel XIX secolo, Gabriel Chase è la casa dello scienziato dilettante Josiah Smith, che sta conducendo ricerche sull'evoluzione contro il volere della Chiesa. Ma Smith è in realtà un alieno che ha trascorso millenni sulla Terra adattandosi all'umanità, e ora intende assassinare la regina Vittoria e conquistare il trono britannico. Nel frattempo, sepolto nel seminterrato si trova l'ex maestro di Smith - una potente entità che intende arrestare tutta l'evoluzione sulla Terra.

## The Curse of Fenric
- Diretto da: Nicholas Mallett
- Scritto da: Ian Briggs
- Dottore: Settimo Dottore (Sylvester McCoy)
- Compagni di viaggio: Ace (Sophie Aldred)

### Trama
Il Dottore ed Ace atterrano in Inghilterra durante la seconda guerra mondiale in una base militare segreta sottomarina che ospita la "Ultimate Machine", un potente dispositivo in grado di decodificare ogni codice segreto nemico. Ma dei problemi affliggono l'installazione: i russi stanno cercando di rubare il decodificatore, misteriose rune vichinghe vengono scoperte in una cripta della chiesa, e i vampireschi Haemovore stanno sorgendo dall'oceano. Il Dottore scopre che il suo antico nemico, Fenric, ha manipolato gli eventi per ottenere la libertà. E centrale negli schemi di Fenric è nientemeno che Ace.

## Survival
- Diretto da: Alan Wareing
- Scritto da: Rona Munro
- Dottore: Settimo Dottore (Sylvester McCoy)
- Compagni di viaggio: Ace (Sophie Aldred)

### Trama
Ace fa ritorno a Perivale a Londra per visitare i suoi amici, ma scopre che molti di loro sono scomparsi nel nulla. Il Dottore scopre che essi sono stati rapiti e mandati su un pianeta alieno da una razza chiamata Popolo dei Ghepardi. Inseguendoli, i viaggiatori del tempo scoprono che essi sono controllati dal Maestro, che è intrappolato sul pianeta, e si sta lentamente trasformando in uno di loro. Il Dottore deve trovare una via di fuga dal pianeta, prima che tutti loro soccombano all'influenza selvaggia di questo mondo morente.